# Acesta
Acesta is een geslacht van tweekleppigen uit de  familie van de Limidae.

## Soorten
- Acesta agassizii (Dall, 1902)
- Acesta angolensis (Adam & Knudsen, 1955)
- Acesta borneensis (Bartsch, 1913)
- Acesta bullisi (H. E. Vokes, 1963)
- Acesta butonensis (Bartsch, 1913)
- Acesta celebensis (Bartsch, 1913)
- Acesta citrina Masahito & Habe, 1976
- Acesta colombiana (H. E. Vokes, 1970)
- Acesta diomedae (Dall, 1908)
- Acesta excavata (Fabricius, 1779)
- Acesta goliath (G. B. Sowerby III, 1883)
- Acesta imitata (Suter, 1917) †
- Acesta indica (E. A. Smith, 1899)
- Acesta kronenbergi Thach, 2015
- Acesta levitesta (Finlay, 1927) †
- Acesta marissinica Yamashita & Habe, 1969
- Acesta maui B. A. Marshall, 2001
- Acesta mori (Hertlein, 1952)
- Acesta niasensis (Thiele, 1918)
- Acesta oophaga Järnegren, Schander & Young, 2007
- Acesta patagonica (Dall, 1902)
- Acesta philippinensis (Bartsch, 1913)
- Acesta rathbuni (Bartsch, 1913)
- Acesta regia (Suter, 1917) †
- Acesta saginata B. A. Marshall, 2001
- Acesta smithi (G. B. Sowerby III, 1888)
- Acesta sphoni (Hertlein, 1963)
- Acesta verdensis (Bartsch, 1913)
- Acesta virgo Habe & Okutani, 1968
- Acesta vitrina Poppe, Tagaro & Stahlschmidt, 2015